# 萬達利諾山

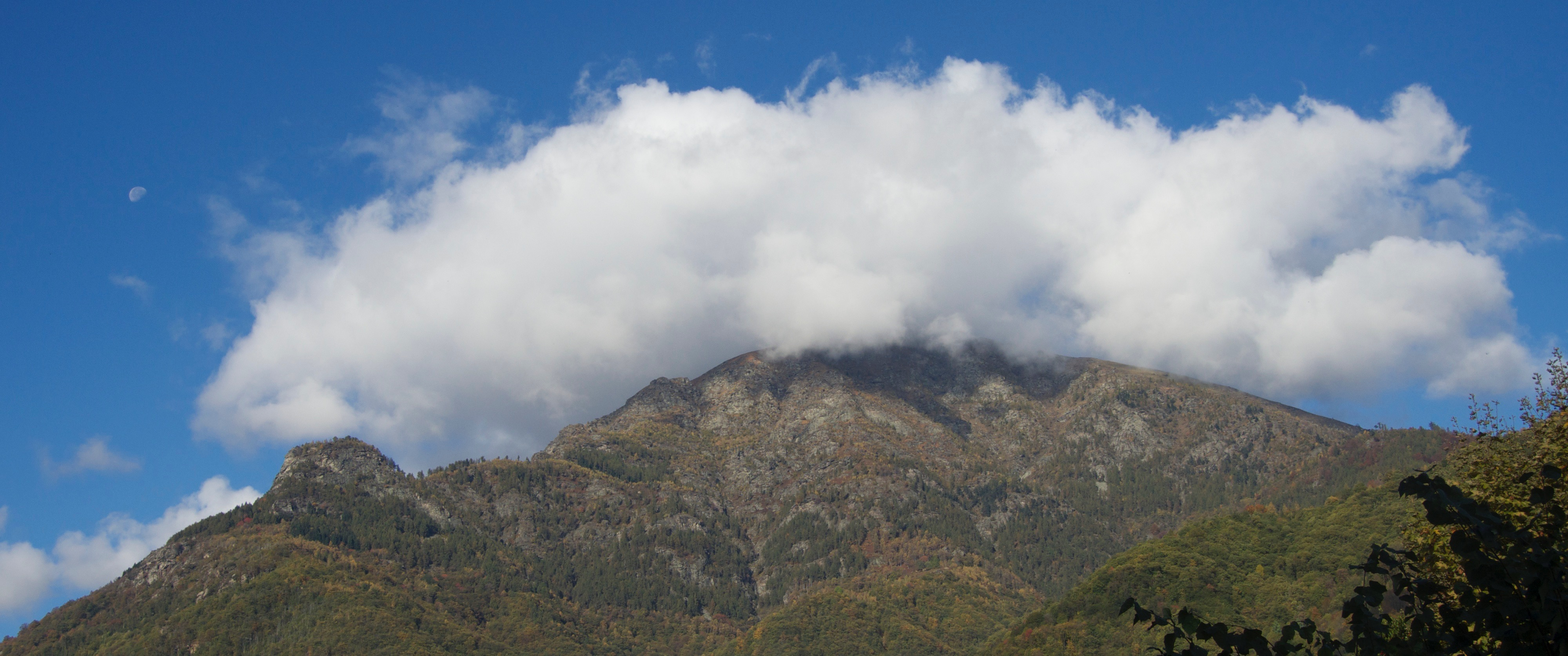

44°50′13″N 7°10′03″E / 44.83693°N 7.16740°E
萬達利諾山（義大利語：Monte Vandalino），是意大利的山峰，位於該國西北部，由皮埃蒙特大區負責管轄，屬於科蒂安阿爾卑斯山脈的一部分，處於都靈西南面約50公里，海拔高度2,121米。